# أساسنز كريد كرونيكلز إنديا
أساسنز كريد كرونيكلز إنديا (بالإنجليزية: assassin's creed chronicles india) هي لعبة فيديو من نوع آكشن-مغامرات تم تطويرها ونشرها من قبل شركة يوبي سوفت. صدرت بتاريخ 2016/1/12. وهي جزء من أجزاء ثلاثية أساسنز كريد كرونيكلس.

## بطل القصة
تدور القصة حول أرباز مير (بالانجليزية: arbaaz mir) هو واحد من أخوية الأساسنز في الهند يحاول استرجاع جوهرة تسمى كوه-أي-نور (بالإنجليزية: koh-i-nor) التي أخذها التمبلرز (فرسان المعبد) واسترجاع الصندوق الغامض الذي أخذه التمبلرز (فرسان المعبد) أيضاً.